# Юксел Кадриев
Юксел Кадриев е български телевизионен водещ и към момента е водещ на bTV Новините.

## Биография
Юксел Кадриев е роден на 27 март 1973 г. в град Оряхово в турско семейство. Завършва НАТФИЗ, специалност „Публична реч“. Занимава се с телевизия от 1998 г. Първата му работа е като водещ новини в телевизия „Ден“. През 2000 г. започва работа в Нова телевизия като водещ на централните емисии „Календар“. През 2003 г. се присъединява към екипа на bTV като водещ на bTV Новините, където работи и до днес.
Бившата му съпруга е оперната певица Бонка Георгиева.
През 2021 г. издава първата си стихосбирка „Намираш. Губиш. Получаваш.“

## Присъда за шофиране в нетрезво състояние
През 2013 г. Юксел Кадриев получава условна присъда за шофиране в нетрезво състояние. На 22 март 2013 г. той е сключил споразумение с прокуратурата, което е било одобрено от Софийския районен съд в същия ден. Заради признатата вина Кадриев остава 6 месеца без книжка и получава условно 3 месеца затвор с 3-годишен изпитателен срок. Кадриев е бил хванат зад волана след употреба на алкохол в края на февруари 2013 г. Дрегерът показал 1,59 промила алкохол в кръвта му.